# Fatima al-Fihri
Fatima Muhammad al-Fihri Al-Qurayash (فاطمة محمد الفهري; smeknamn: "Umm al Banine", 'mamma till sönerna'), född i början av 800-talet i Kairouan, död 880, var en nordafrikansk byggmästare och mecenat. Hon grundade en moské och madrassa (skola) i Fès i Marocko år 859. Skolan är fortfarande i drift, numera under namnet Universitetet al-Karaouine (engelska: University of Al Quaraouiyine) och av många ansedd som världens första universitet. Moskén är en av de största i Nordafrika.

## Historisk bakgrund
I slutet av 600-talet erövrade umayyaderna [araberna] västra Nordafrika från det Bysantinska riket under islamiska erövringen av Nordafrika. En emir tillsattes, emiren av Maghreb som styrde riket från huvudstaden Kairouan i nuvarande Tunisien. År 711 invaderade en islamisk armé det kristna Spanien. Fältherren Abdul-al-Rahman utropade sig till emir av al-Andalus år 756, vilket skedde i moskén i Córdoba.
I öster bekämpades umayyaderna av en ättling till profeten; Abu al Abbas grundade en egen dynasti, abbasiderna år 750. De härskade över den arabiska halvön, nuvarande Irak och Persien (nuvarande Iran) med huvudstad i Bagdad.
År 788 frigjorde sig Marocko från Tunisien och Idris I, död 793, grundade ett eget emirat. Dennes son, Idris II förlade Marockos huvudstad till Fès år 808.
År 818 blev det upplopp i Cordoba riktat mot morerna och 800 familjer flydde till Marocko, många bosatte sig i Fés nya stadsdel. År 824 blev det upplopp i Kairouan och 2000 familjer flydde också till Marocko varav många valde den gamla staden i Fés. Bland denna senare grupp fanns en köpmann, Abdullah Al-Fihri med sin familj.

## Biografi
Inte mycket är känt om Fatimas privata liv. Hon var sannolikt omkring 20 år när familjen flyttade till Fès i Marocko. Några källor anger att hennes man och bror dog tidigt, och det verkar som om hon hade två söner.
Abdullah Al-Fihri blev en mycket förmögen man. Fatima och Mariam ärvde hela denna förmögenhet eftersom både bröderna och Fatimas make hade avlidit. De hade båda fått en fin utbildning och bestämde sig för att använda sitt arv till samhällets bästa. Staden behövde fler och större moskéer för en växande befolkning. Fatima satsade sin förmögenhet på moskén al-Karaouine. Hon hade stora ambitioner och köpte upp mark runt om den ursprungliga marken för att möjliggöra flera tillbyggnader. Byggandet påbörjades under år 859 och Fatima lovade att fasta enligt ramadan under hela byggprocessen. Hon övervakade och ledde bygget i detalj och två år senare kunde moskén invigas. Något år senare blev skolbyggnaden också klar. Samtidigt påbörjade Fatimas syster, Mariam bygget av den Andalusiska moskén i den nya stadsdelen. Flyktingar från Andalusien deltog i bygget. Den första moskén var inte så stor. Den andalusiska geografen Al-Bakri beskriver moskén, som ett rum som rymde sju rader och utanför en inhägnad trädgård med ett valnötsträd och andra träd som fick vatten från en närliggande kanal.

## Moskén al-Karaouine

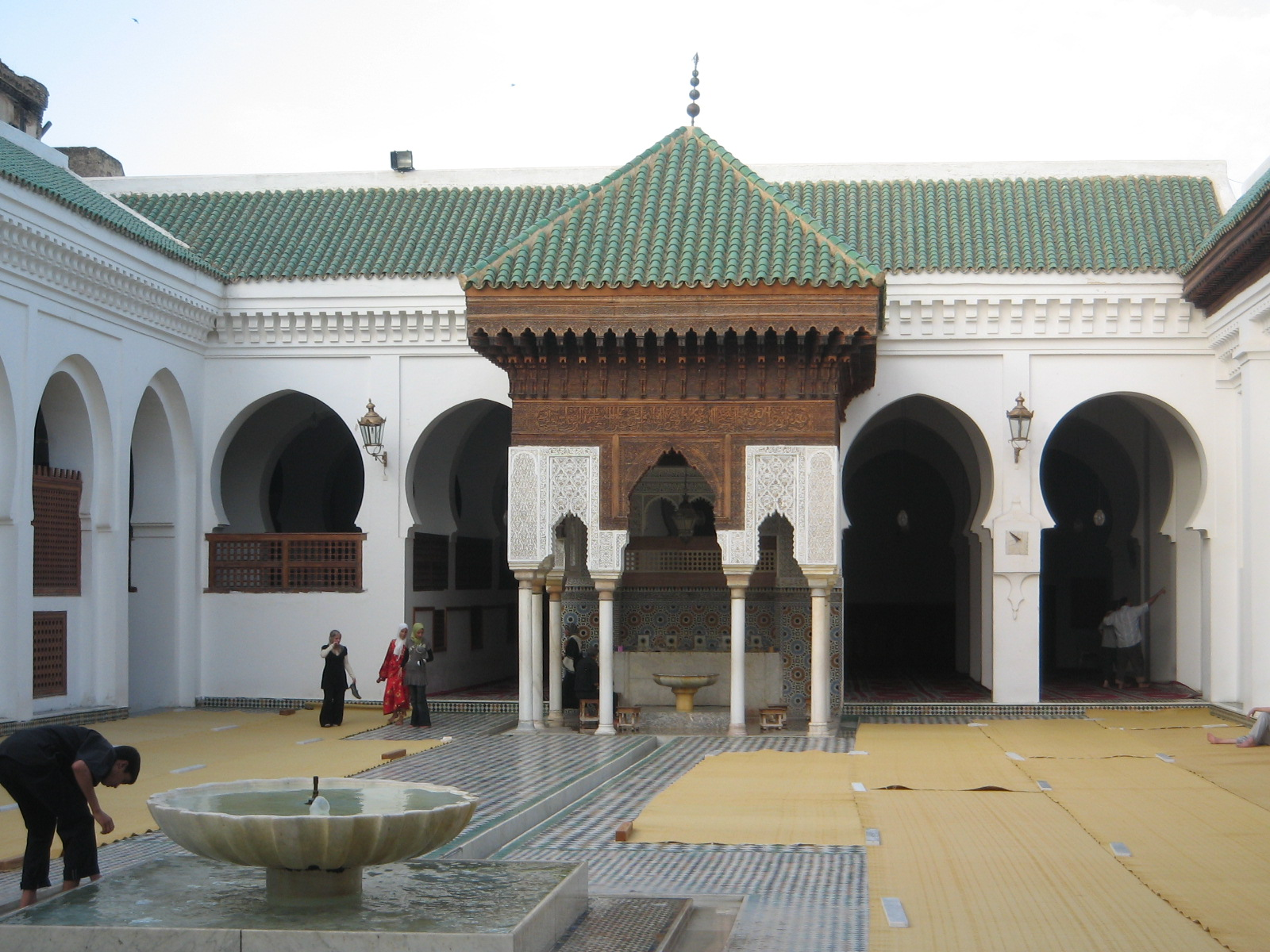
Moskén al-Karaouine, innergård.

I början av 800-talet grundade den abbasidiska kalifen Visdomens hus i Bagdad Moskén Al-Karaouine blev umayyadernas ledande andliga och kulturella centrum. Förutom bön och studier av koranen och de traditionella islamska vetenskaperna behövdes utrymme för ett lärocenter med både maktab (grundskola) och madrassa (högskola) för Al-Karaouine samhället. Moskéns nuvarande form har utvecklats under hela dess historia för att tillgodose nya behov. Från början var moskén 30 meter lång med fyra tvärgående sidoskepp. Den första större tillbyggnaden skedde år 956 och bekostades av kalifen av Cordoba, Abd ar-Rahman III.

### Universitetet al-Karaouine
Universitetet Al-Karaouine är enligt UNESCO världens äldsta universitet som har bedrivit undervisning kontinuerligt. Moskén är en plats för religiösa och politiska diskussioner och utvecklades efterhand med undervisning i många ämnen såsom grammatik, retorik, logik, medicin, matematik, musik, astronomi, historia och geografi.
Biblioteket, som är ett av världens äldsta som fortfarande är i drift, har många av den islamska världens viktigaste böcker och manuskript, bland annat Ibn Khaldun’s bok Al-’Ibar.

### Kända alumner
Studenter vid Al-Karaouine har studerat teologi, juridik, filosofi, grammatik, retorik, logik, medicin, matematik, astronomi, kemi, geografi, historia, musik med mera. Bland universitetets studenter kan nämnas:
- Silvester II (ca 946–1003)- påve
- Muhammad al-Idrisi (1099–1165) - geograf
- Averroes (1126–1198) - filosof
- Maimonides  (1135–1204) - judisk filosof
- Ibn Khaldun 1332–1406) - historiker
- Leo Africanus (1494–1554) - afrikansk historiker
- Nicolas Cleynaerts (1495–1542) flamländsk språkvetare
- Jacobus Golius (1596–1667) - Holländsk orientalist och matematiker
- Mohammed al-Fasi (1624–1698) - historiker och författare

## Eftermäle och betydelse
Fatima al-Fihri är än idag mycket respekterad. Muslimska kvinnor beundrar henne för hennes uthållighet och visdom. Hennes personliga uppoffringar och engagemang har inspirerat muslimska kvinnor i alla tider. Hon gjorde Fès berömt över hela den muslimska världen.

### Betydelse
Universitetet Al-Karaouine grundades för 1250 år sedan och har fortsatt utan avbrott att utbilda studenter i religiösa, humanistiska och naturvetenskapliga ämnen. Redan på 1300-talet hade denna  institution 8000 studenter tack vare Fatima al-Fihri. Hennes historia är en tidlös hyllning till islams tradition av akademiska studier såväl som personlig uppoffring för Allahs ära för att tjäna mänskligheten.
Hösten 2013 visades världsutställningen "1001 Inventions - Discover the Muslim Heritage in the world" på Värmlands museum i Karlstad. Det var en idé- och vetenskapshistorisk utställning som gav nya perspektiv på tiden mellan år 600 och 1600 och de upptäckter som då gjordes i den muslimska civilisationen. Många av dessa upptäckter har betydelse än idag.